# Aeroniano
| Devoniano                                                                                           | Inferiore     | Lochkoviano | Più recente |
| Siluriano                                                                                           | Pridoliano    | -           | 422,7±1,6   |
| Siluriano                                                                                           | Ludloviano    | Ludfordiano | 425,0±1,5   |
| Siluriano                                                                                           | Ludloviano    | Gorstiano   | 426,7±1,5   |
| Siluriano                                                                                           | Wenlock       |             |             |
| Siluriano                                                                                           | Homeriano     | 430,6±1,3   |             |
| Siluriano                                                                                           | Sheinwoodiano | 432,9±1,2   |             |
| Siluriano                                                                                           | Llandovery    |             |             |
| Siluriano                                                                                           | Telychiano    | 438,6±0,1   |             |
| Siluriano                                                                                           | Aeroniano     | 440,5±1,0   |             |
| Siluriano                                                                                           | Rhuddaniano   | 443,1±0,9   |             |
| Ordoviciano                                                                                         | Superiore     | Hirnantiano | Più antico  |
| Suddivisione del sistema del Siluriano secondo la Commissione internazionale di stratigrafia (ICS). |               |             |             |

Nella scala dei tempi geologici, l'Aeroniano rappresenta il secondo dei tre stadi stratigrafici o età in cui è suddiviso il Llandovery, la prima epoca del periodo Siluriano, che a sua volta è il terzo dei sei periodi in cui è suddivisa l'era del Paleozoico.
L'Aeroniano è compreso tra 439,0 ± 1,8 e 436,0 ± 1,9 milioni di anni fa (Ma), preceduto dal Rhuddaniano  e seguito dal Telychiano.

## Etimologia
Il nome dell'Aeriano deriva da Cwm-coed-Aeron-Farm, nelle vicinanze della cittadina di Llandovery, nel Galles.

La denominazione e lo stadio Aeriano furono proposti nel 1971 da un gruppo di geologi inglesi coordinati da L. Cocks.

## Definizioni stratigrafiche e GSSP
La base dell'Aeroniano è definita dalla prima comparsa negli orizzonti stratigrafici dei graptoliti della specie Monograptus austerus sequens. 
Il limite superiore si trova appena al di sopra del livello corrispondente alla scomparsa della specie di brachiopodi Eocoelia intermedia e appena al di sotto della prima apparizione della specie brachiopode Eocoelia curtisi. Tale confine si trova anche in prossimità della comparsa della specie graptolitica Monograptus turriculatus.

### GSSP
Il GSSP, il profilo stratigrafico di riferimento della Commissione Internazionale di Stratigrafia, è identificato nell'"intersezione h" del Trefawr Track, nella Trefawr Formation, poco a nord di Cwm-coed-Aeron Farm, nelle vicinanze della cittadina di Llandovery, nel Galles.